# Influenza cinese sulla ceramica islamica
L'influenza cinese sulla ceramica islamica copre un periodo che va almeno dall'VIII secolo a.C. al XIX secolo. Questa influenza della ceramica cinese deve essere vista nel più ampio contesto della notevole importanza della cultura cinese sulle arti islamiche in generale.

## Primi scambi

### Contatti pre-islamici con l'Asia centrale

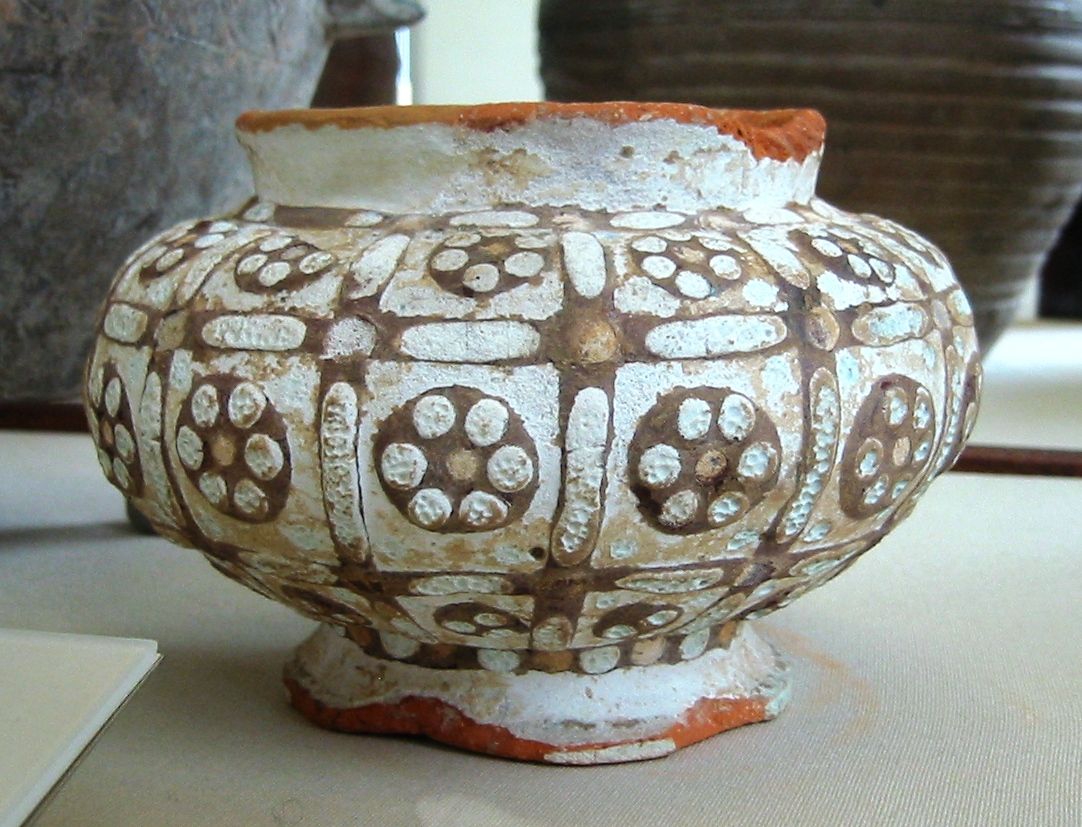
Vaso Zhou orientale, pensato per incorporare influenze occidentali (III-IV secolo a.C.).

Nonostante le notevoli distanze, ci sono prove di alcuni contatti tra l'Asia orientale e sud-occidentale nell'antichità. Alcune influenze occidentali molto antiche sulla ceramica cinese sembrano apparire dal III al IV secolo a.C. Una ciotola di terracotta rossa orientale Zhou, decorata con barbottina e intarsiata con pasta di vetro, ora esposta al British Museum, si pensa che abbia imitato vasi metallici, forse di origine straniera. Si ritiene che in particolare l'influenza straniera abbia incoraggiato l'interesse dello Zhou orientale per le decorazioni in vetro.
I contatti tra la Cina e l'Asia centrale furono aperti formalmente dal II al I secolo a.C. attraverso la Via della seta. Nei secoli seguenti, la Cina beneficiò di un grande afflusso culturale, dovuto all'apparizione di arte straniera, nuove idee e religioni (in particolare il buddismo) e nuovi stili di vita.  Le influenze artistiche combinarono una molteplicità di culture che si erano mescolate lungo la Via della seta, in particolare quelle ellenistiche, egiziane, indiane e dell'Asia centrale, mostrando un forte cosmopolitismo.
Tale miscuglio di influenze è particolarmente visibile nei manufatti in terracotta della Cina settentrionale nel VI secolo, come quelli della Dinastia Qi Settentrionale (550-577) o dello Zhou settentrionale (557-581). In quel periodo, inizia ad apparire una terracotta di alta qualità, chiamata "tipo ingioiellato", che incorpora i fiori di loto dell'arte buddista, così come elementi di disegni sasanidi come perle rotonde, maschere di leone o musicisti e ballerini. La migliore di queste ceramiche utilizza smalti verde bluastro, giallo o verde oliva.

### Primo periodo islamico

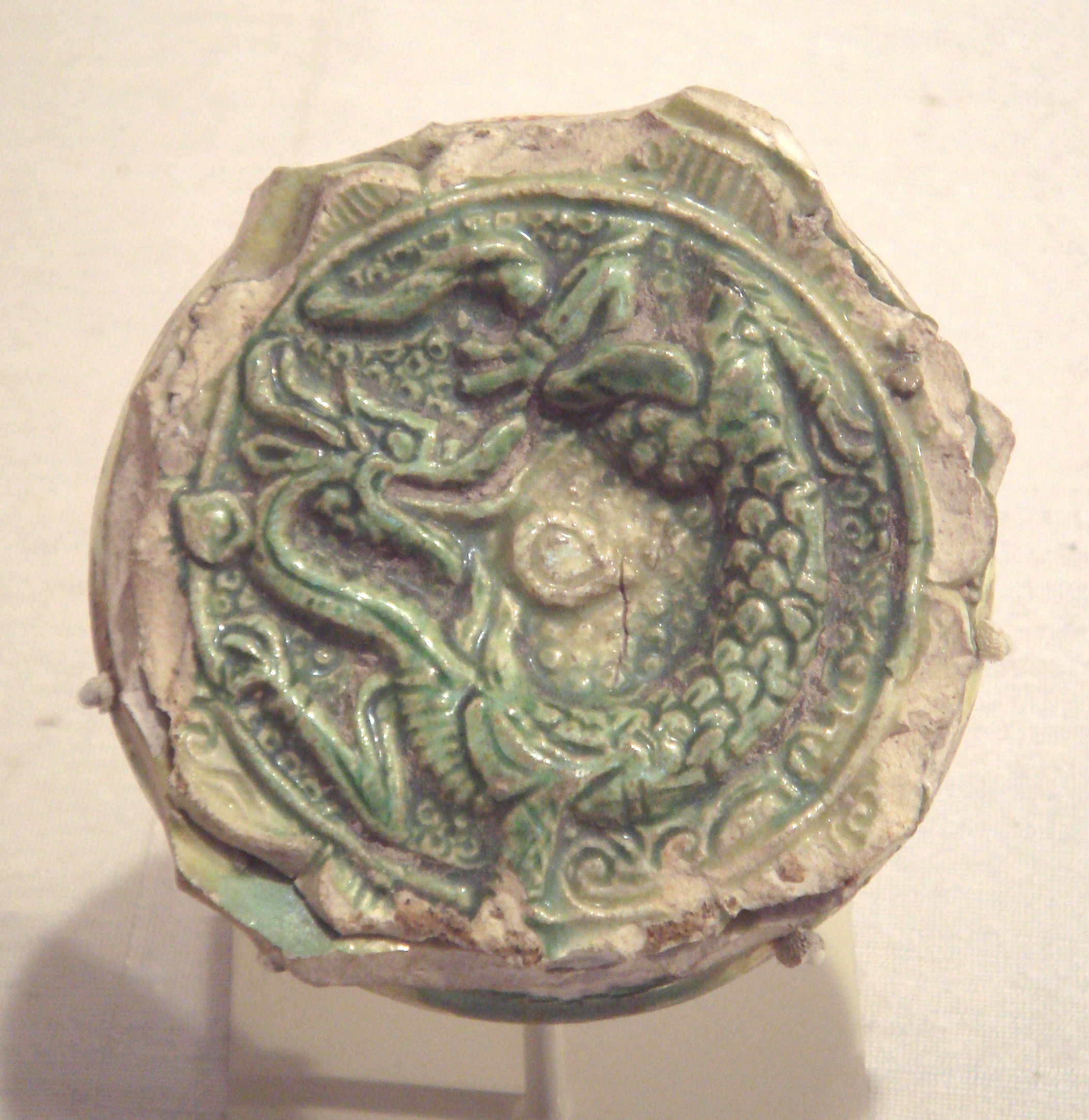
Frammento di terracotta della dinastia Tang con smalto sancai, fine VII-inizio VIII secolo, scavato a Nishapur, in Iran.

I contatti diretti tra il mondo musulmano e quello cinese furono segnati dalla battaglia di Talas nel 751 in Asia centrale. È noto che le comunità musulmane erano presenti in Cina già nell'VIII secolo, in particolare nei porti commerciali come Canton e Hangzhou.
Dal IX secolo in poi, i commercianti islamici iniziarono a importare ceramiche cinesi, che erano al centro del commercio di lusso nell'Oceano Indiano a quel tempo. Questi oggetti esotici erano apprezzati nel mondo islamico e divennero anche fonte d'ispirazione per i ceramisti locali.
Ritrovamenti archeologici di porcellana cinese in Medio Oriente risalgono all'VIII secolo, iniziando con porcellana della dinastia Tang (618–907). Reperti del periodo Tang (618–907) sono stati ritrovati a Samarra e Ctesifonte nell'odierno Iraq, come a Nishapur nell'odierno Iran. Questi comprendono porcellane bianche del nord della Cina, gres porcellanato smaltato celadon originario dei forni Yue nel nord dello Zhejiang e gres porcellanato schizzato dei forni Changsha nella provincia di Hunan.
La ceramica cinese fu oggetto di doni in terre islamiche: lo scrittore islamico Muhammad Ibn-al-Husain-Bahaki scrisse, nel 1059, che Ali Ibn Isa, il governatore del Khorasan, portò in regalo al califfo Hārūn al-Rashīd, venti pezzi di porcellane imperiali cinesi, mai viste prima nella corte di un califfo, oltre ad altri 2000 pezzi di porcellana".

### Dinastie Yuan e Ming

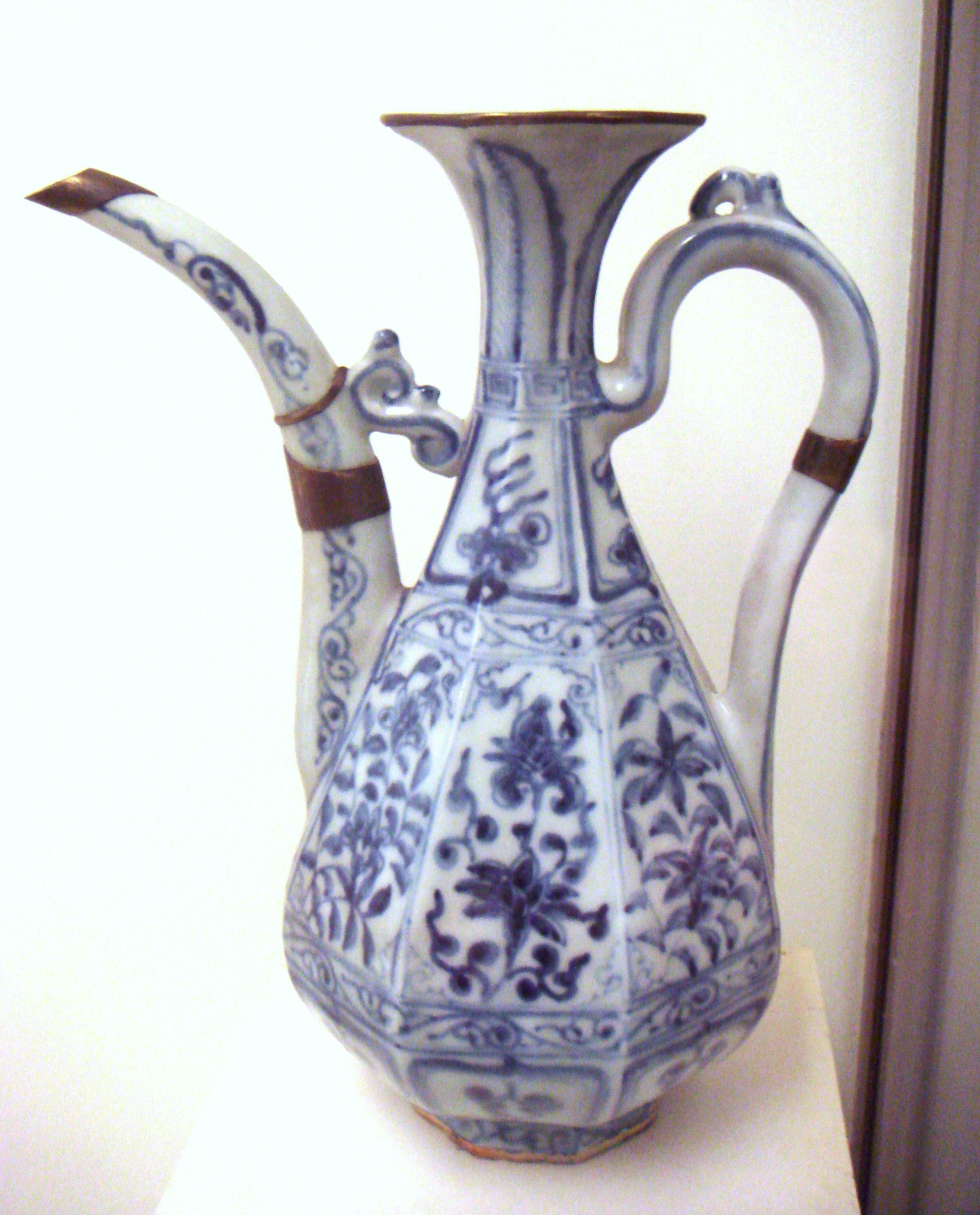
Prima porcellana cinese bianca e blu, 1335 circa, prima dinastia Yuan, Jingdezhen, di foggia mediorientale

Al tempo dell'invasione mongola della Cina fu istituito un considerevole commercio di esportazione verso l'ovest nel mondo islamico e nel XII secolo erano iniziati i tentativi islamici di imitare la porcellana cinese nei manufatti di ceramica vitrea. Questi ebbero meno successo di quelli della ceramica coreana, ma alla fine furono in grado di offrire una concorrenza locale attraente alle importazioni cinesi. La produzione cinese poteva adattarsi alle preferenze dei mercati esteri; piatti di celadon più grandi di quanto richiesto dal mercato cinese erano preferiti per servire banchetti principeschi in Medio Oriente. Si riteneva che i prodotti Celadon fossero in grado di rilevare il veleno, sudando o rompendosi. Dopo il 1450 gli articoli in celadon non furono più di moda in Cina e la produzione continuò, anche se di qualità inferiore, destinata esclusivamente all'esportazione. 
Il mercato islamico era apparentemente particolarmente importante nei primi anni della porcellana bianca e blu cinese, che sembra essere stata principalmente esportata fino ai tempi della dinastia Ming; fu chiamata "blu musulmana" dai cinesi. Ancora una volta, i piatti di grandi dimensioni erano un oggetto di esportazione e la decorazione densamente dipinta di blu e bianco di Yuan prese in prestito pesantemente dagli arabeschi e disegni floreali della decorazione islamica, probabilmente per lo più prendendo lo stile da esempi di metallo, che fornivano anche forme per alcun manufatti. Questo stile di ornamento fu quindi limitato al blu e bianco, e non si trova negli oggetti dipinti di rosso e bianco, preferiti dai cinesi. Il blu cobalto che veniva usato era importato dalla Persia, e il commercio di esportazione di porcellane era gestito da colonie di mercanti musulmani a Quanzhou, conveniente per le enormi ceramiche Jingdezhen e per altri porti a sud.
L'inizio della dinastia Ming fu rapidamente seguito da un decreto del 1368, che proibiva il commercio con l'estero. Questo non ebbe del tutto successo, e dovette essere ripetuto più volte, e continuò la consegna di sontuosi doni diplomatici imperiali, concentrandosi su seta e porcellana (19.000 pezzi di porcellana nel 1383), ma rallentò gravemente il commercio delle esportazioni. La politica fu allentata sotto il successivo imperatore, dopo il 1403, ma da allora aveva fortemente stimolato la produzione di ceramiche che emulavano gli stili cinesi nel mondo islamico stesso, che ormai stava raggiungendo un alto livello di qualità in diversi paesi (abbastanza alto da ingannare gli europei contemporanei in molti casi).
Spesso la produzione islamica imitava non gli ultimi stili cinesi, ma quelli del tardo Yuan e dei primi Ming. A loro volta, i vasai cinesi iniziarono, all'inizio del XVI secolo, a produrre alcuni articoli in stile apertamente islamico, con iscrizioni confuse in arabo. Questi sembrano essere stati creati per il crescente mercato musulmano cinese, e probabilmente per i componenti della corte che desideravano tenere il passo con l'apertura dell'imperatore Zhengde nei confronti dell'Islam.

## Evoluzione

### Ceramiche Yue

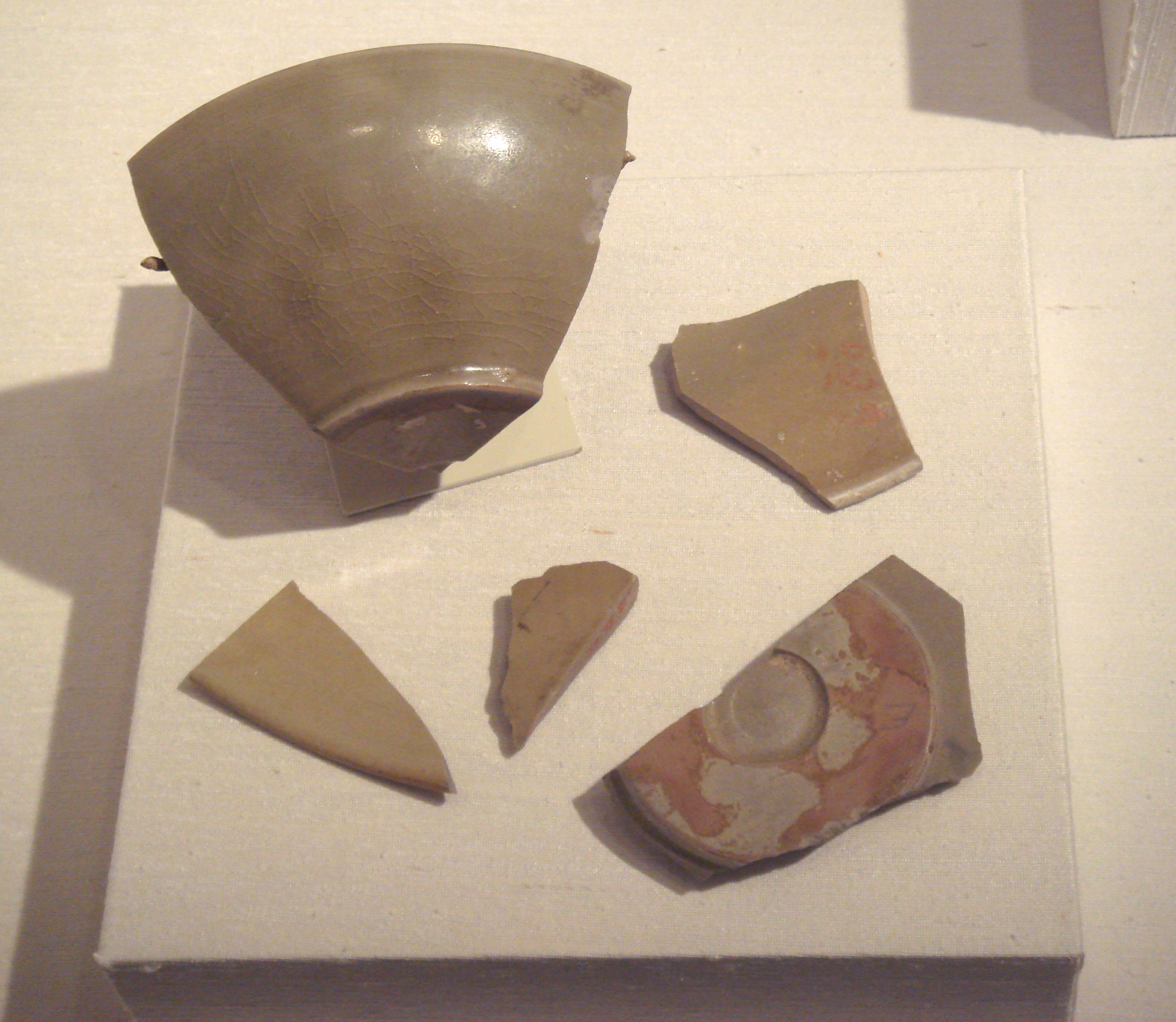
Gres della dinastia Tang con smalto celadon (Yue ware), trovato a Samarra, Iraq.

Gli articoli Yue erano fabbricati nei forni Yue nel nord dello Zhejiang, nel sito di Jiyuan vicino a Shaoxing, chiamato "Yuezhou" (越 州) nei tempi antichi. Gli oggetti di Yue furono prodotti per la prima volta nel II secolo, come imitazioni molto precise di vasi di bronzo, molti dei quali furono trovati nelle tombe della regione di Nanchino. Dopo questa fase iniziale, la ceramica Yue si evolvette progressivamente in vera forma ceramica, diventando un vero mezzo di espressione artistica. La produzione a Jiyuan si interruppe nel VI secolo, ma si estese in varie aree dello Zhejiang, in particolare intorno alle coste di Shanglinhu a Yuyaoxian.
I prodotti Yue erano molto apprezzati e furono usati come tributo alla corte imperiale nella Cina settentrionale nel IX secolo. Significativamente,vennero utilizzati anche nel più famoso tempio cinese Famen nella provincia dello Shaanxi. Le ceramiche Yue vennero presto esportate in Medio Oriente e frammenti di oggetti Yue sono stati scavati a Samarra, in Iraq, come primo esempio di influenze cinesi sulla ceramica islamica, nonché in Asia orientale e Asia meridionale, oltre che in Africa orientale dall'VIII all'XI secolo.

### Ceramica Sancai

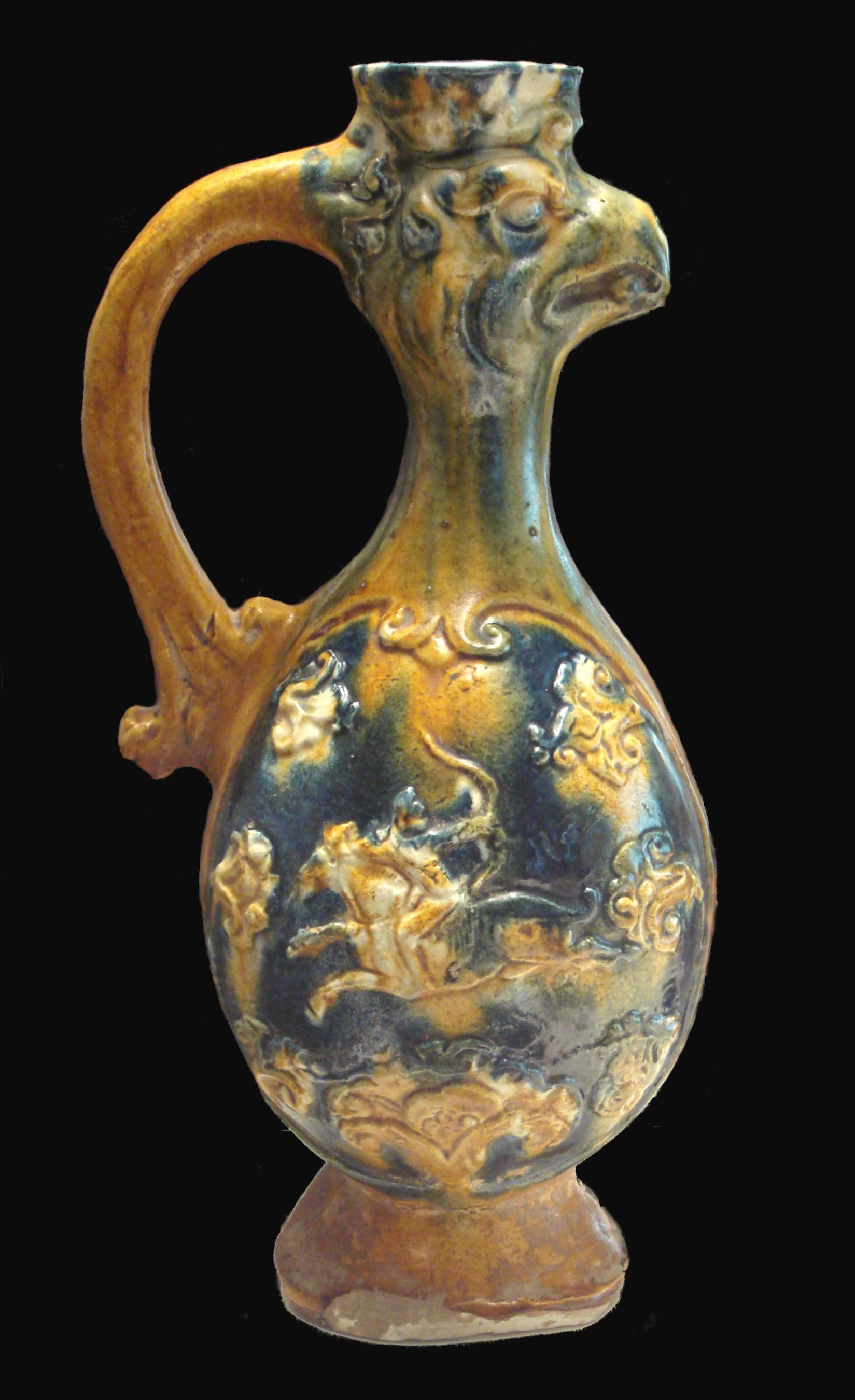
Vaso Tang Sancai con influenza dell'Asia centrale e persiana. VIII-IX secolo. Museo Guimet.

Frammenti di terracotta del periodo Tang con smalti policromi Sancai a tre colori a fuoco basso del IX secolo, esportati in paesi del Medio Oriente come l'Iraq e l'Egitto, sono stati trovati a Samarra nell'attuale Iraq e a Nishapur nell'attuale Iran. Questi stili cinesi furono presto adottati dai produttori locali del Medio Oriente. Copie furono realizzate da artigiani iracheni già nel IX secolo.
Per imitare il Sancai cinese, furono usati smalti al piombo sopra manufatti rivestiti con uno strato di barbottina bianca e una glassa incolore. Gli smalti colorati al piombo venivano poi schizzati sulla superficie, dove si diffondevano e miscelavano, secondo la tecnica dell'ingobbio.
Furono anche imitate le forme, come i piatti a lobi trovati nelle ceramiche e argenterie cinesi Tang che furono riprodotte in Iraq durante il IX-X secolo.
Al contrario, numerose influenze dell'Asia centrale e persiana erano state riportate nei disegni dei manufatti cinesi sancai: immagini di guerrieri a cavallo dell'Asia centrale, scene raffiguranti musicisti, vasi a forma di brocche mediorientali. 

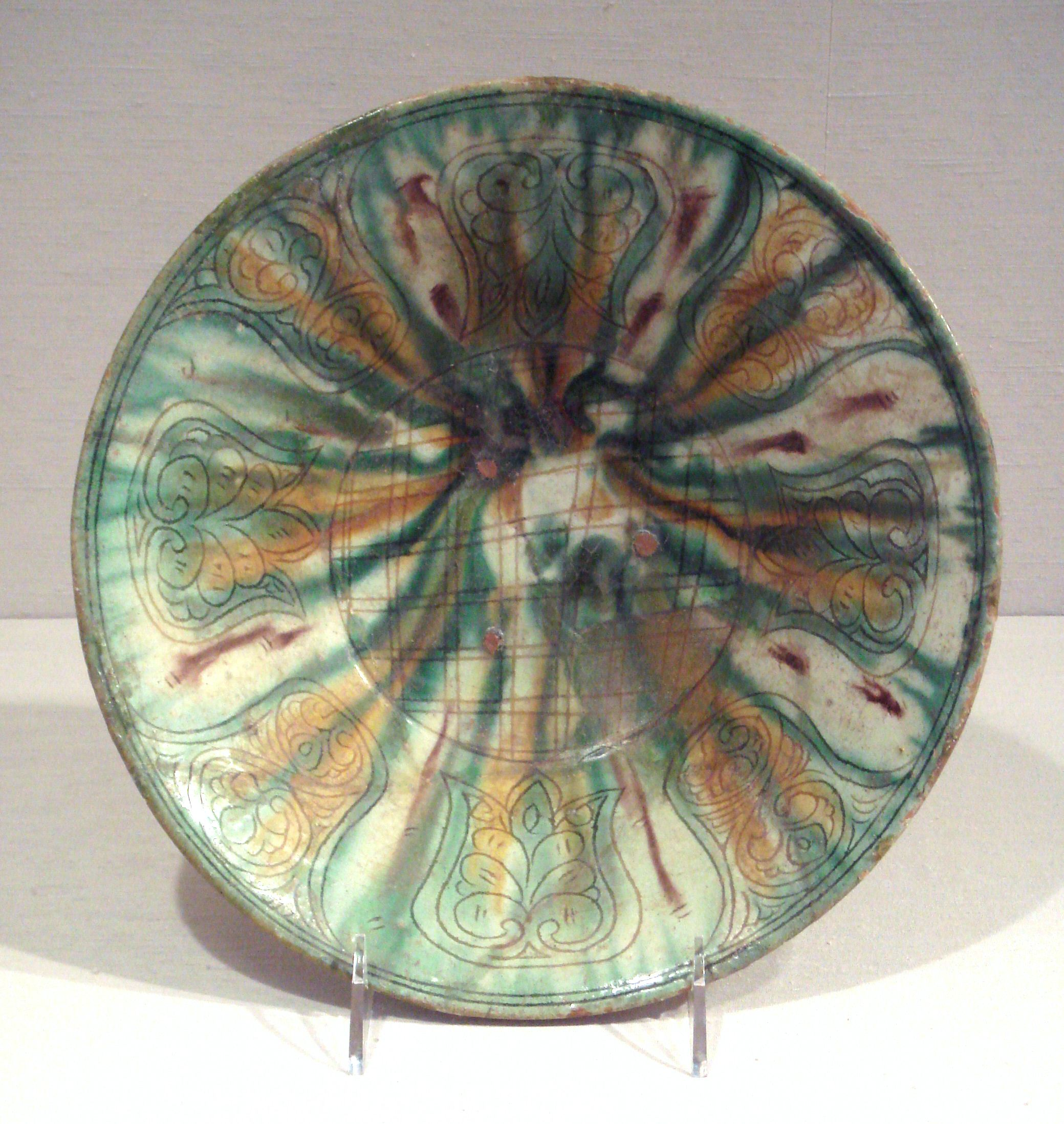
Iran, coppa in ceramica tricolore, IX-X secolo.
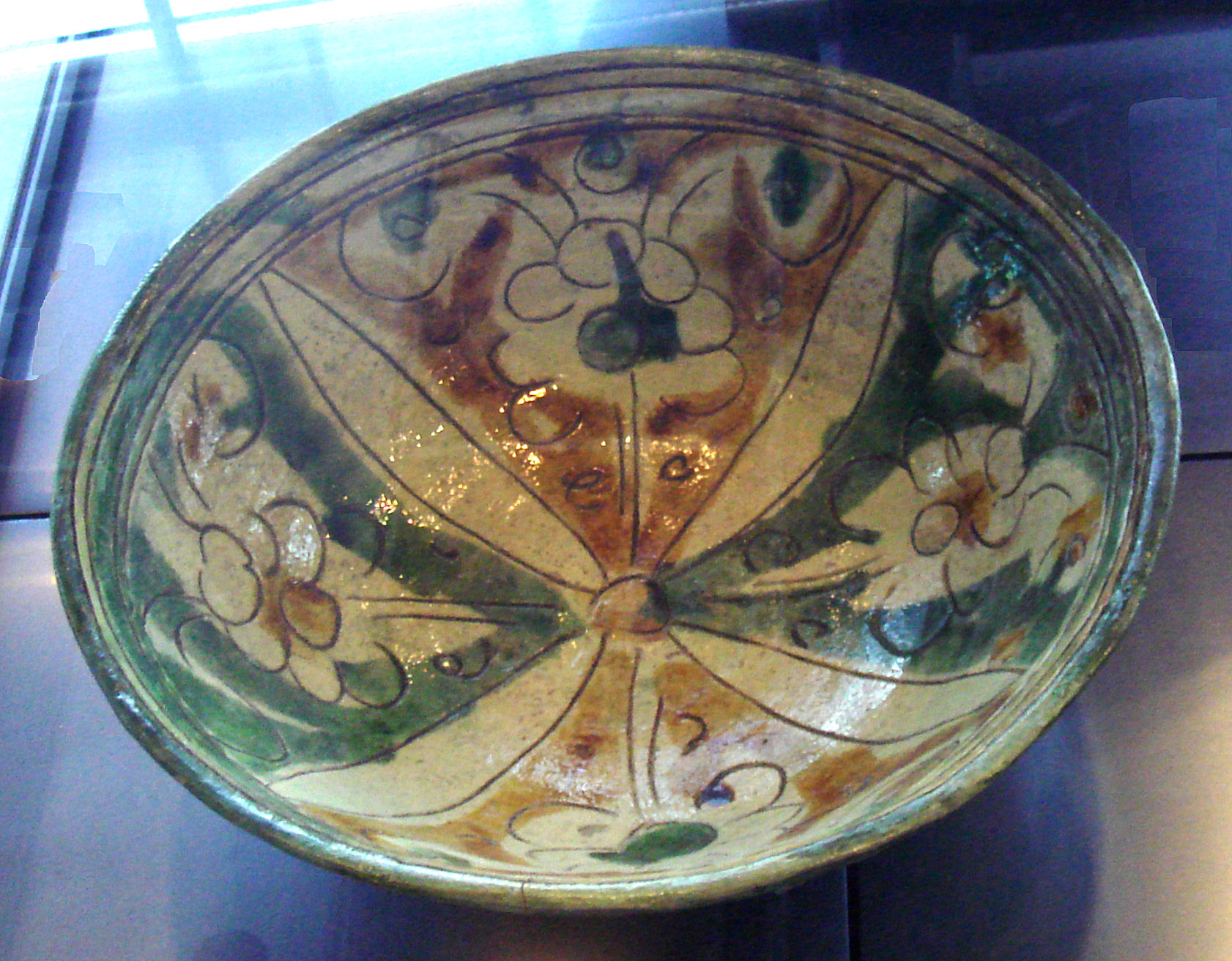
Ceramica siriana a tre colori, XIII secolo.
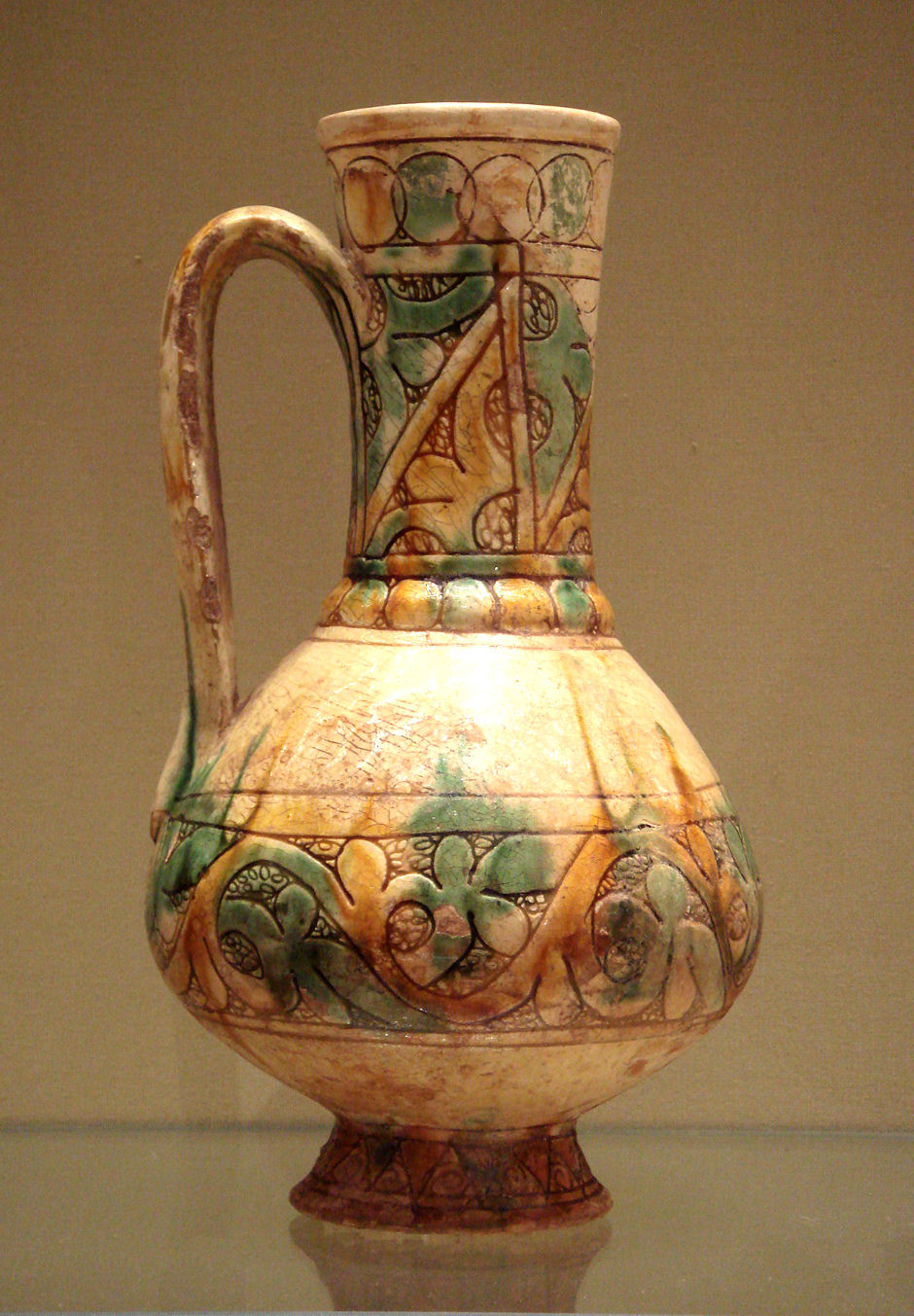
Ceramica smaltata a tre colori, Cipro, XIV secolo.

### Ceramica bianca

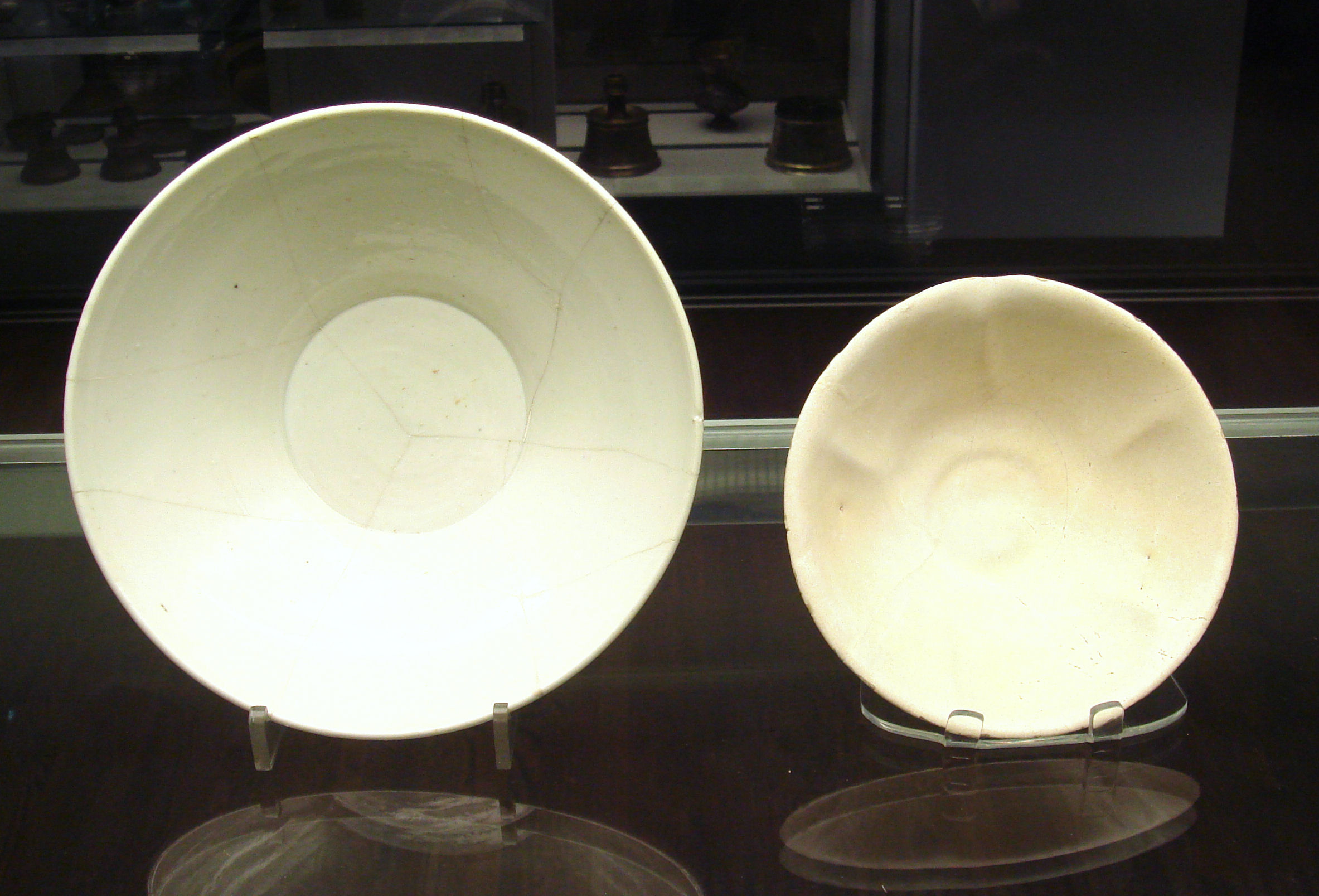
Scodella cinese di ceramica bianca trovata in Iran (a sinistra) e ciotola di terracotta trovata ad al-Mina (Turchia) (a destra), entrambe del IX-X secolo. British Museum.

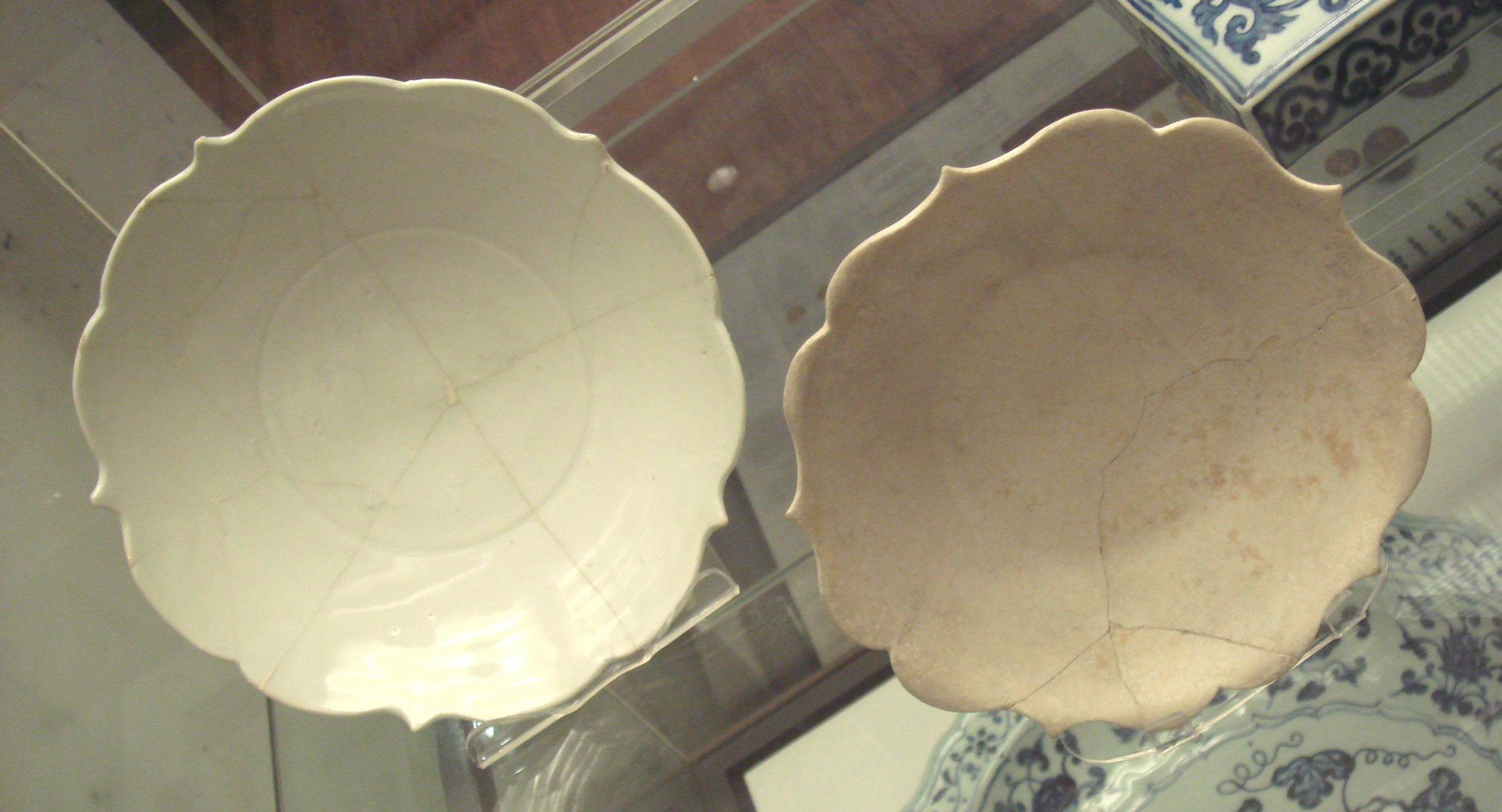
Piatto cinese bianco (a sinistra), IX secolo, trovato in Iran, e piatto in ceramica vitrea prodotto in Iran (a destra), XII secolo.

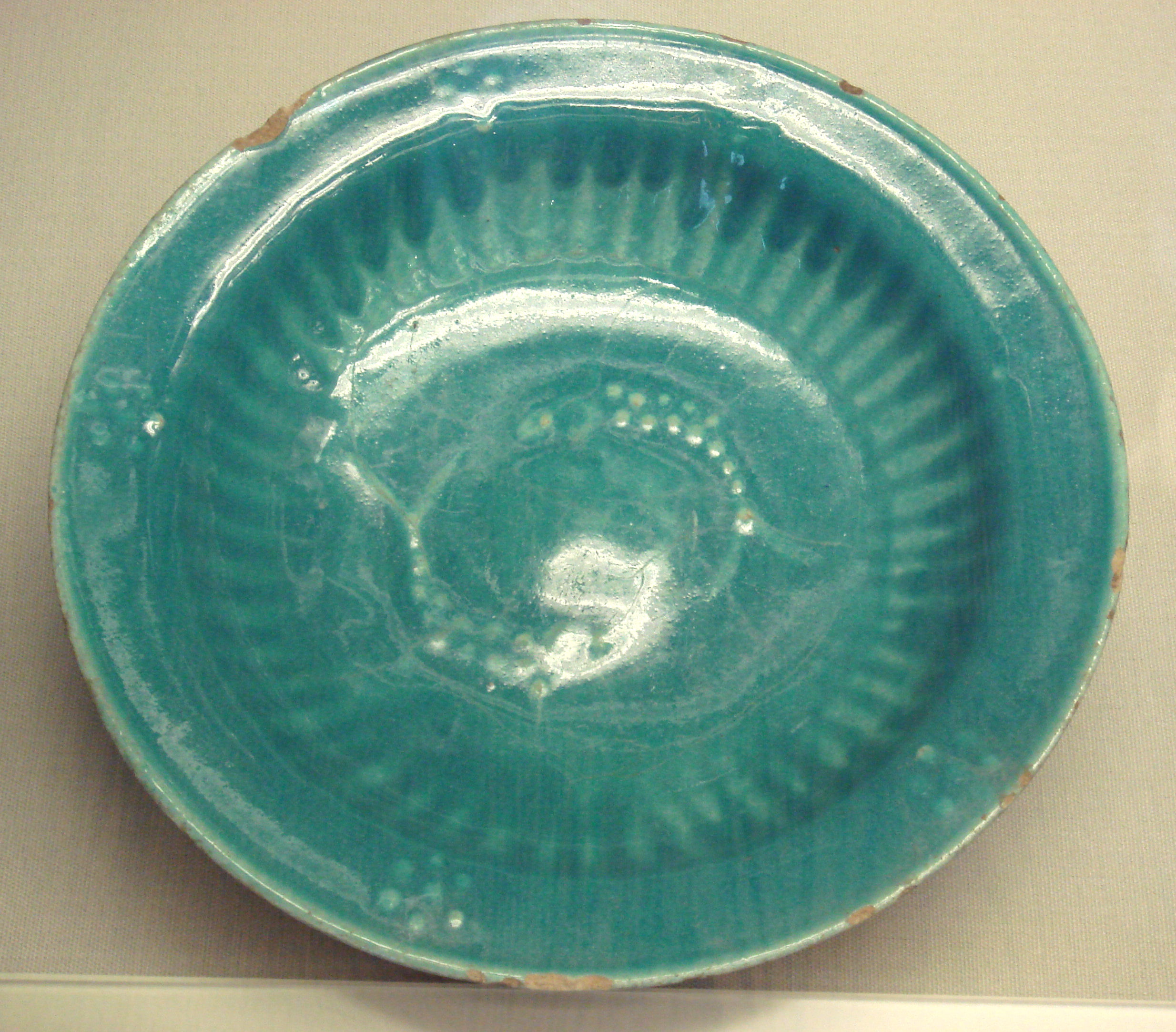
Ceramica islamica con smalto turchese e motivo di pesci, a imitazione del celadon cinese, probabilmente Iran, XIV secolo.

Poco dopo il periodo dei sancai, anche le ceramiche cinesi bianche arrivarono nel mondo islamico, e furono immediatamente riprodotte. Il bianco cinese era in realtà porcellana, inventata nel IX secolo e utilizzava il caolino e il fuoco ad alta temperatura, ma i laboratori islamici non furono in grado di replicare la sua fabbricazione. Invece, fabbricarono ciotole di terracotta fine con la forma desiderata e le coprirono con una glassa bianca resa opaca dall'aggiunta di stagno, un primo esempio di vetri allo stagno. Vennero anche riprodotte le forme cinesi, che sembravano passare per articoli fabbricati in Cina.
Nel XII secolo, i produttori islamici svilupparono ulteriormente tecniche di ceramica vitrea per ottenere corpi duri che si avvicinassero alla durezza ottenuta dalla porcellana cinese. Questa tecnica fu utilizzata fino al XVIII secolo, quando gli europei scoprirono la tecnica cinese per le argille di porcellana a fuoco elevato.

### Celadon
La moda cinese per il celadon, venne trasmessa anche al mondo islamico, dove diede vita a produzioni con vetri turchesi e motivi di pesce identici a quelli usati in Cina.

### Ceramica bianca e blu
La tecnica delle decorazioni blu cobalto sembra essere stata inventata in Medio Oriente nel IX secolo attraverso la sperimentazione decorativa su articoli bianchi, e sviluppata in Cina nel XIV secolo. In alcune occasioni, gli oggetti bianchi e blu cinesi incorporavano anche disegni islamici, come nel caso di alcune opere mamelucche in ottone che furono convertite in disegni cinesi nella porcellana bianca e blu. Gli articoli bianchi e blu cinesi divennero estremamente popolari in Medio Oriente, dove convivevano sia manufatti cinesi che islamici.
Dal XIII secolo, anche disegni pittorici cinesi, come gru volanti, draghi e fiori di loto, iniziarono ad apparire nelle produzioni ceramiche del Vicino Oriente, specialmente in Siria ed Egitto.

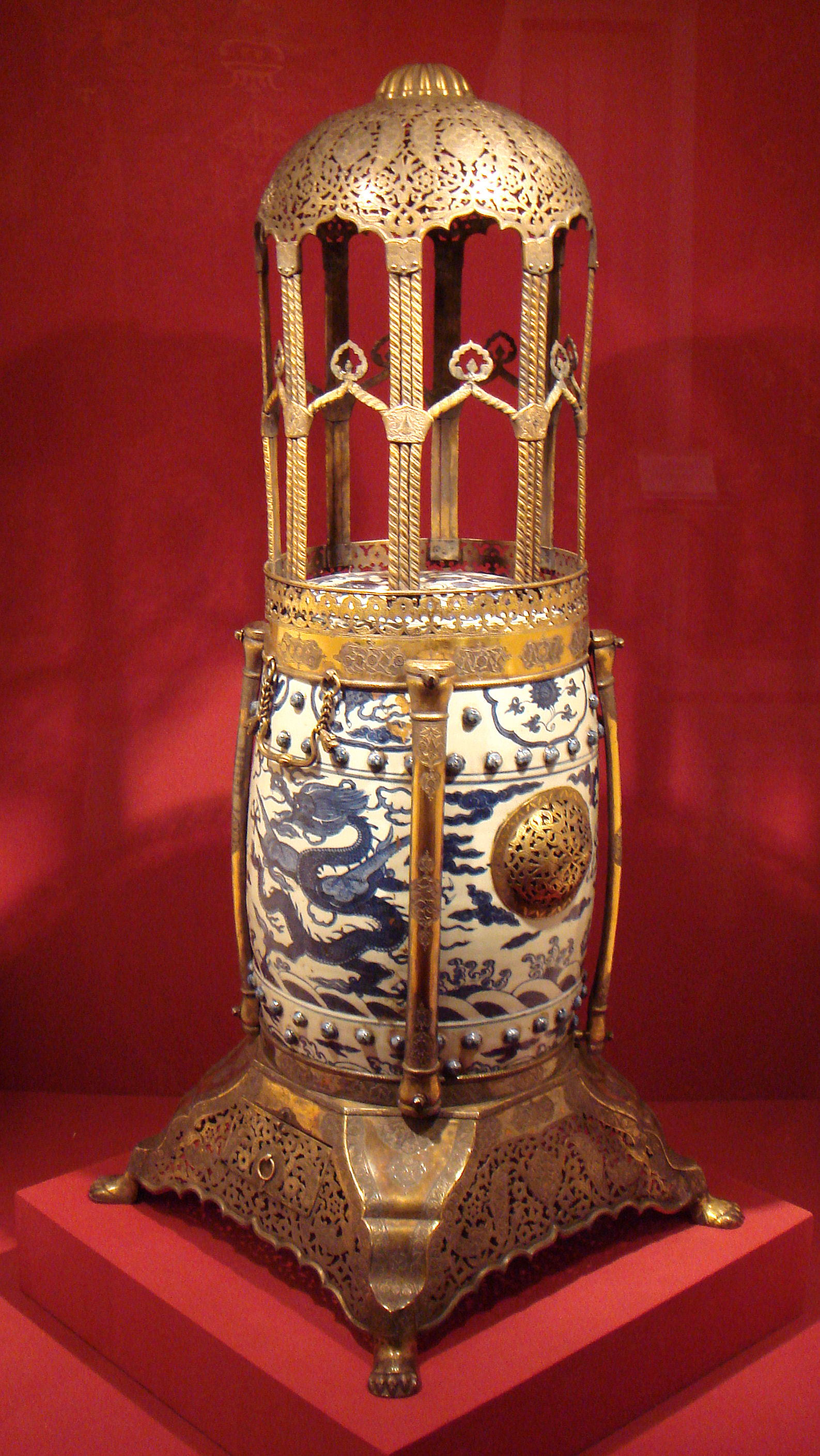
Bruciatore di incenso della dinastia Ming (1575-1600) con montatura metallica ottomana datato 1618. Museo delle arti turche e islamiche.

Le porcellane cinesi del XIV o XV secolo furono trasmesse al Medio Oriente e al Vicino Oriente, e in particolare all'Impero ottomano attraverso doni o bottini di guerra. I disegni cinesi furono estremamente influenti tra i produttori di ceramiche di Iznik, in Turchia. Il disegno "uva" Ming, in particolare, era molto popolare ed è stato ampiamente riprodotto sotto l'impero ottomano. Lo stile della ceramica persiana, noto come manufatti di Kubachi, assorbì anche l'influenza della Cina, imitando sia i celadon che la porcellana bianca e blu dei Ming. 